# Le Tour Noir
Le Tour Noir är en bergstopp i Schweiz.   Den ligger i distriktet Entremont och kantonen Valais, i den sydvästra delen av landet, 120 km söder om huvudstaden Bern. Toppen på Le Tour Noir är 3 837 meter över havet, eller 333 meter över den omgivande terrängen. Bredden vid basen är 1,4 km.
Terrängen runt Le Tour Noir är huvudsakligen mycket bergig. Närmaste större samhälle är Martigny, 17,2 km norr om Le Tour Noir. 
Trakten runt Le Tour Noir består i huvudsak av gräsmarker. Runt Le Tour Noir är det glesbefolkat, med 17 invånare per kvadratkilometer.